# 月叶西番莲
月叶西番莲（学名：Passiflora altebilobata）为西番莲科西番莲属下的一个种。

## 扩展阅读
維基物種上的相關：月叶西番莲